# Cangkringrandu
Cangkringrandu is een bestuurslaag in het regentschap Jombang van de provincie Oost-Java, Indonesië. Cangkringrandu telt 4440 inwoners (volkstelling 2010).